# Otto I van Nassau
Otto I van Nassau († tussen 3 mei 1289 en 19 maart 1290), Duits: Otto I. Graf von Nassau, was graaf van Nassau. Hij is de stamvader van de Ottoonse linie van het huis Nassau.

## Biografie

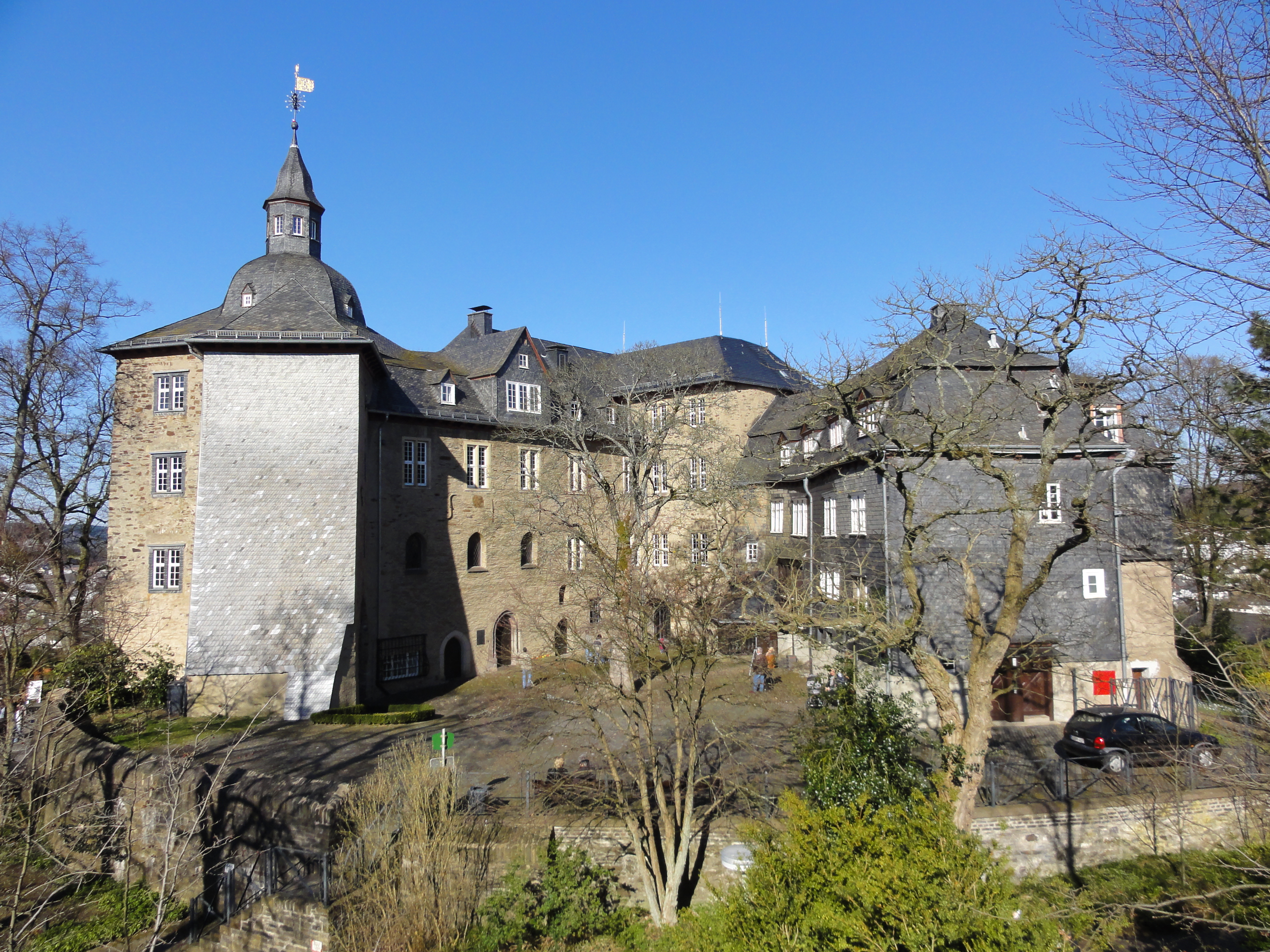
Slot Siegen

Otto was de derde zoon van graaf Hendrik II ‘de Rijke’ van Nassau en Machteld van Gelre en Zutphen, de jongste dochter van graaf Otto I van Gelre en Zutphen en Richardis van Beieren. Hij wordt voor het eerst vermeld in een oorkonde uit 1247.
Otto volgde vóór 1251 zijn vader op, samen met zijn broer Walram II. Ze verkregen in 1251 van rooms-koning Willem stadsrechten voor de plaats Herborn.
Walram en Otto verdeelden op 16 december 1255 hun graafschap met de rivier de Lahn als grens. Het verdelingsverdrag staat tegenwoordig bekend als de Prima divisio. Het gebied ten noorden van de Lahn: de heerlijkheden Siegen, Dillenburg, Herborn, Tringenstein, Neukirch en Emmerichenhain, een deel van de Kalenberger Zent (ambt Kalenberg) en de proosdijen Dietkirchen en (Bad) Ems, werd toegewezen aan Otto. De Burcht Nassau en onderhorigheden (Dreiherrische), de ambten Miehlen en Schönau (Klooster Schönau bij Strüth über Nastätten) alsmede het Vierherrengericht, de Burcht Laurenburg, de Esterau (dat in gezamenlijk bezit was met de graven van Diez) en de leengoederen in Hessen, bleven gezamenlijk bezit.

Daarnaast bevatte het verdrag de verplichting voor Walram om zijn broer Otto – met alle middelen die hem ter beschikking stonden – te steunen in de Dernbachse Vete tegen Hessen, als dit geschil niet kon worden beslecht met de hulp van de koning of door andere vriendschappelijke bemiddeling.
De bescherming en handhaving van zijn rechten in zijn land was voor Otto niet altijd gemakkelijk, vooral niet in een tijd waarin de macht van de opperste beschermheer in het rijk diep gezonken was. Geschillen met de heren van Westerburg en de graven van Sayn over prerogatieven in het Westerwald, en met de heren van Greifenstein en de heren van Dernbach over verschillende landsheerlijke bevoegdheden, leidden veelvuldig tot vetes en strijd. De details van het verloop van deze vetes zijn niet bekend. In zijn strijd met de aartsbisschop van Trier verloor Otto de voogdijen over Koblenz en Bad Ems.
Onduidelijk blijft ook Otto's relatie met Siegfried van Westerburg, de aartsbisschop van Keulen. Otto sloot op 8 april in 1277 een verbond met verscheidende heren in Westfalen om oorlog tegen de aartsbisschop te voeren. Maar Otto was een bondgenoot van de aartsbisschop in de Limburgse Successieoorlog.
Het streven van Otto om de rijke schenkingen van zijn vader aan de Duitse Orde te verminderen of deze althans niet conform de wens van de orde te vermeerderen zorgde ervoor dat hij in 1285 als berover van de goederen van de orde werd aangeduid, in de ban werd geslagen, en zijn land onder interdict werd gelegd, totdat het jaar daarop het geschil geschikt werd.
Otto stichtte vóór 1287 de kapel te Feldbach. ʻOttho comes de Nassawen … cum uxore nostra Agnete nec non Henrico nostro primogenitoʼ bevestigden de schenking van ʻbonorum in Hasilbach et Aldindorphʼ aan Klooster Altenberg bij Wetzlar door ʻmatrem nostram Methildim comitissam bone mem … cum sorore nostra Katherina ibidem locataʼ in een oorkonde gedateerd 3 mei 1289. Dit is de laatste vermelding van Otto, in een oorkonde gedateerd 19 maart 1290 wordt hij als overleden aangemerkt. Hij werd begraven in Klooster Altenberg. Hij werd opgevolgd door zijn zoons Hendrik, Emico en Johan.

## Huwelijk en kinderen
Otto huwde vóór 1265 met Agnes van Leiningen († na december 1299), dochter van graaf Emico IV van Leiningen en Elisabeth. Agnes werd begraven in Klooster Altenberg.

Uit dit huwelijk werden geboren:
1. Hendrik I (ca. 1265 (?) – tussen 13 juli en 14 augustus 1343), volgde zijn vader op, werd in 1303 graaf van Nassau-Siegen.
2. Mechtild († vóór 28 oktober 1319), huwde ca. 1289 met heer Gerhard van Schöneck († 1317).[2]
3. Emico I († 7 juni 1334), volgde zijn vader op, werd in 1303 graaf van Nassau-Hadamar.
4. Otto († 3 september 1302), was domheer te Worms 1294.[1]
5. Johan († bij Hermannstein, 10 augustus 1328), volgde zijn vader op, werd in 1303 graaf van Nassau-Dillenburg.
6. Gertrudis († 19 september 1359), was abdis van Klooster Altenberg.[1][2]

### Buitenechtelijk kind
Daarnaast had Otto nog een onwettige zoon:
1. Hendrik van Nassau († vóór 1314), die schout was. Deze Hendrik had een zoon:
  1. Arnold van Nassau, die vermeld wordt in een oorkonde uit 1314.

## Voorouders
| Voorouders van Otto I van Nassau | Voorouders van Otto I van Nassau                                                                          | Voorouders van Otto I van Nassau                                                                          | Voorouders van Otto I van Nassau                                                                          | Voorouders van Otto I van Nassau                                                                          | Voorouders van Otto I van Nassau                                                                          | Voorouders van Otto I van Nassau                                                                          | Voorouders van Otto I van Nassau                                                                          | Voorouders van Otto I van Nassau                                                                          |
| -------------------------------- | --- | --- | --- | --- | --- | --- | --- | --- |
| Betovergrootouders               | Rupert I van Laurenburg (?–1154) ⚭ vóór 1135 Beatrix van Limburg (?–na 1164)                              | ? (?–?) ⚭ ? (?–?)                                                                                         | ? (?–?) ⚭ ? (?–?)                                                                                         | ? (?–?) ⚭ ? (?–?)                                                                                         | Gerhard II van Gelre (?–1131) ⚭ 1115/17 Ermgard van Zutphen (?–na 1134)                                   | Lodewijk II van Arnstein (?–?) ⚭ Udilhildis (?–na 1139)                                                   | Otto IV van Wittelsbach (?–1156) ⚭ Heilika van Pettendorf (?–1170)                                        | Lodewijk I van Loon (1125/30–1171) ⚭ Agnes van Metz (?–vóór 1180)                                         |
| Overgrootouders                  | Rupert II van Laurenburg ? (?–1158) ⚭ ? (?–?)                                                             | Rupert II van Laurenburg ? (?–1158) ⚭ ? (?–?)                                                             | ? (?–?) ⚭ ? (?–?)                                                                                         | ? (?–?) ⚭ ? (?–?)                                                                                         | Hendrik I van Gelre en Zutphen (ca. 1117–1182) ⚭ ca. 1135 Agnes van Arnstein (?–vóór 1179)                | Hendrik I van Gelre en Zutphen (ca. 1117–1182) ⚭ ca. 1135 Agnes van Arnstein (?–vóór 1179)                | Otto I van Beieren (?–1183) ⚭ ca. 1157 Agnes van Loon (?–1191)                                            | Otto I van Beieren (?–1183) ⚭ ca. 1157 Agnes van Loon (?–1191)                                            |
| Grootouders                      | Walram I van Nassau (ca. 1146–1198) ⚭ Kunigunde (?–1198)                                                  | Walram I van Nassau (ca. 1146–1198) ⚭ Kunigunde (?–1198)                                                  | Walram I van Nassau (ca. 1146–1198) ⚭ Kunigunde (?–1198)                                                  | Walram I van Nassau (ca. 1146–1198) ⚭ Kunigunde (?–1198)                                                  | Otto I van Gelre en Zutphen (?–1207) ⚭ ca. 1185 Richardis van Beieren (?–1231)                            | Otto I van Gelre en Zutphen (?–1207) ⚭ ca. 1185 Richardis van Beieren (?–1231)                            | Otto I van Gelre en Zutphen (?–1207) ⚭ ca. 1185 Richardis van Beieren (?–1231)                            | Otto I van Gelre en Zutphen (?–1207) ⚭ ca. 1185 Richardis van Beieren (?–1231)                            |
| Ouders                           | Hendrik II ‘de Rijke’ van Nassau (ca. 1180–1247/50) ⚭ vóór 1215 Machteld van Gelre en Zutphen (?–na 1247) | Hendrik II ‘de Rijke’ van Nassau (ca. 1180–1247/50) ⚭ vóór 1215 Machteld van Gelre en Zutphen (?–na 1247) | Hendrik II ‘de Rijke’ van Nassau (ca. 1180–1247/50) ⚭ vóór 1215 Machteld van Gelre en Zutphen (?–na 1247) | Hendrik II ‘de Rijke’ van Nassau (ca. 1180–1247/50) ⚭ vóór 1215 Machteld van Gelre en Zutphen (?–na 1247) | Hendrik II ‘de Rijke’ van Nassau (ca. 1180–1247/50) ⚭ vóór 1215 Machteld van Gelre en Zutphen (?–na 1247) | Hendrik II ‘de Rijke’ van Nassau (ca. 1180–1247/50) ⚭ vóór 1215 Machteld van Gelre en Zutphen (?–na 1247) | Hendrik II ‘de Rijke’ van Nassau (ca. 1180–1247/50) ⚭ vóór 1215 Machteld van Gelre en Zutphen (?–na 1247) | Hendrik II ‘de Rijke’ van Nassau (ca. 1180–1247/50) ⚭ vóór 1215 Machteld van Gelre en Zutphen (?–na 1247) |